# 한국의 구석기 시대
한국의 구석기 시대 유적은 산악지대를 제외한 한반도 전역에서 현재까지 약 90여 군데가 발굴되었다. 한데(노천) 집단 거주 유적이 큰 강가나 물줄기 언저리를 중심으로 발견되기 때문에, 사람들이 주로 강가에 살았고, 물고기를 잡고 협동적으로 사냥을 하였다고 추측된다. 그리고 사냥을 할 때는 간단한 돌과 나무를 이용해 도구를 만들어서 사용했다고 추정된다.
한반도의 구석기 시대에 관한 본격적인 연구는 1960년대 중반 이후에 진행되기 시작하였다. 구석기 문화의 유적지 발굴은 함경북도 웅기군(雄基郡) 굴포리(屈浦里)와 충청남도 공주 석장리(石壯里)에서만 이루어졌으나, 그 밖에 구석기 유물이 나오는 곳은 금강 유역, 남·북한강 유역, 태화강 유역 등이며, 화성·수원·안성·경주·순천·울주·웅기군 부포리 등에서도 발견되어, 한국의 여러 곳에서 구석기 유물이 나오는 것으로 판명되었다. 한국이 빙하로 덮인 흔적은 없으나 빙하의 인접 지역의‧긁개‧밀개 따위가 유명하다.

## 전기 구석기
적어도 30만 년 전으로 올라갈 수 있다고 생각되는 석장리의 가장 오랜 문화층은 지표 아래 11미터에 있는 층으로, 아주 거친 잔손질을 한 외날찍개와 긁개의 문화층이다. 몸돌을 중심으로 하는 석기가 주가 되고 사냥이나 부엌용 석기가 많은 것으로 미루어 이 지구가 석장리에 거주한 전기 구석기인의 주된 생활 근거지로 보인다. 평균 기온은 현재보다 9℃ 정도 더 낮았던 것으로 나타난다.
그 바로 위 지층에서는 한 개의 석기가 나왔을 뿐으로 뚜렷한 성격을 밝힐 수 없으나, 그 위의 문화층(제3층)은 긁개가 풍부한 문화층이다. 그 긁개에서 날을 분석해 보면, 볼록날 : 직선날 : 오목날이 19 : 7 : 1로 나타나는 것으로 보아 동물을 잡아 가죽을 벗기는 등의 활동을 주로 하여 음식을 마련하였다는 것이 나타나고, 나무나 뼈를 깎는 등의 활동은 거의 없었던 것으로 나타난다.
그 위의 문화층에서는 역시 긁개가 많으나 깎개의 수가 늘어나고 외날 전통은 계속되면서 원초(原初)형 주먹도끼가 나왔고, 또 찌르개로는 창끝으로 쓰였을 것으로 추측되는 찌르개가 나온 것으로, 이는 저우커우뎬(周口店) 13지점의 창끝 모양 석기나 클랙턴(Clactonian)의 나무로 깎은 창과 아슐(Acheulean)의 사람들이 사용하였던 창끝 등의 단계로 보이므로 이 문화층이 전기 구석기 시기에 해당하는 것으로 추정된다.

### 주요 유적
- 단양 금굴: 현재 한반도에서 발견된 구석기 시대 유적 중 가장 오래된 곳(최고(最古)의 유적)으로 약 70만 년 전의 것임.
- 평안남도 상원 검은모루 동굴: 약 60만년 전 내지 40만년 전의 것으로 추정되는 구석기 유적.

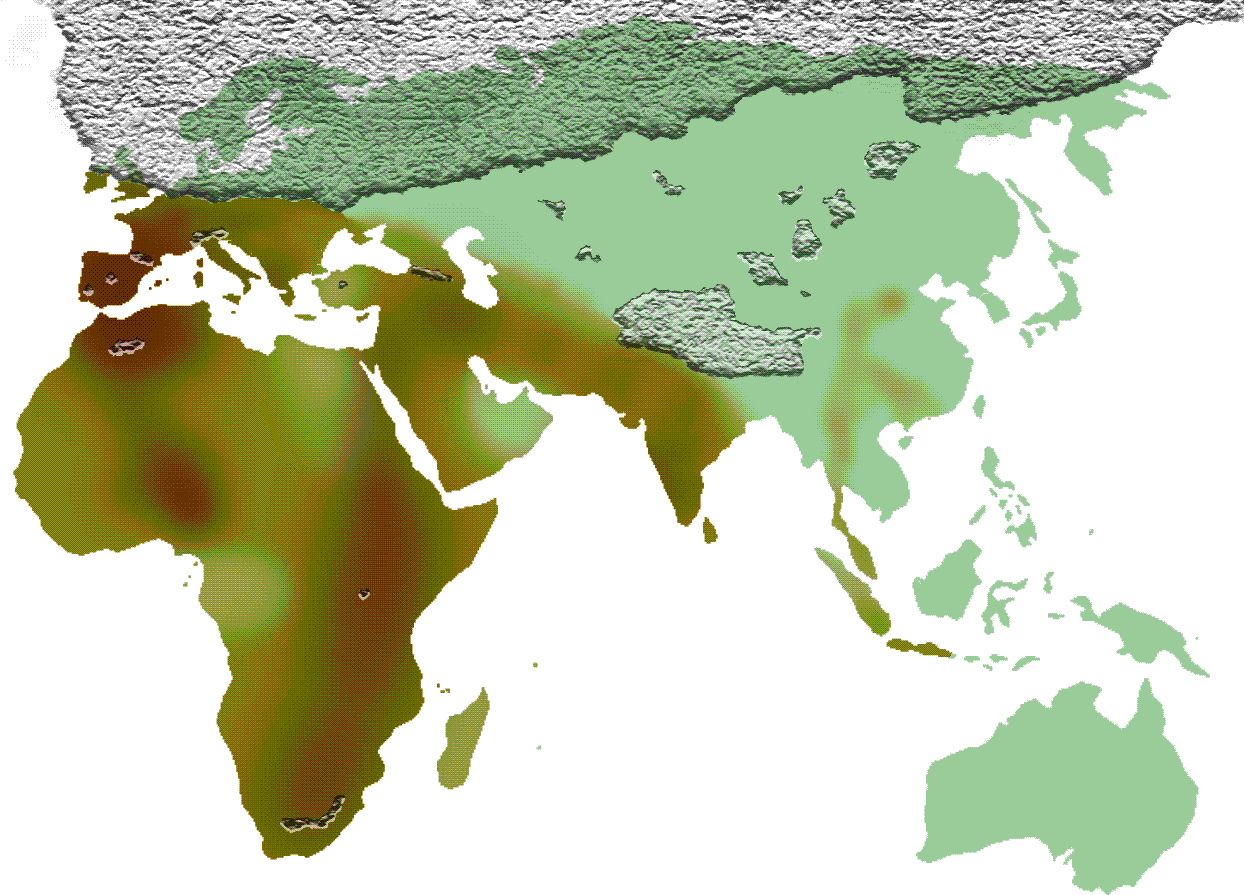
모비우스 라인

- 연천 전곡리: 동북아시아 최초로 주먹도끼가 발견된 유적[2]으로, 이전에 유럽과 아프리카와 인도 부근까지 묶는 아슐리안계 양날 주먹 도끼 문화권, 중국, 한국, 일본을 포함한 동북아시아 지역은 동아시아식 찍개 문화권으로 분류하던 모비우스 학설(en:Movius Line, 주장자:en:Hallam L. Movius, 통설)이 뒤집힘.
- 공주 석장리: 남한 최초로 제대로 발굴된 구석기 시대 유적으로서 공주시 석장리[3]에서 발견되었다. 예술품 발견.
- 충청북도 청주시 만수리 유적 - 약 50여만 년 전의 유물이 다수 출토되었다.[4]

## 중기 구석기
중기 구석기인들의 활동에서 달라진 것은 예리한 날의 깎개가 늘고 홈날 칼과 톱니날 칼을 만들었다는 점이 두드러진다. 이는 중기 구석기인이 나무나 풀줄기를 자르고 깎았던 것을 말하여 주는 것으로, 기둥이나 작대기 등을 세우고 나무를 엮어서 살았을 것으로 추측되며, 노천이 아닌 움막을 지어서 그때그때 살았던 것으로 나타난다.
그 문화층보다 약 1미터 이상 높은 지표 아래 5·6미터의 지층에서는 쌍날의 주먹도끼·주먹대패·밀개 등이 나타나며, 깎개·찌르개의 수가 늘어나고 모룻돌떼기·부딪쳐떼기 등의 수법도 보인다. 또 경도를 달리하는 세 가지 암질(巖質)의 모룻돌이 짝을 지어 출토되고 부스러기나 격지(박편)도 자못 많아져서 석기 제작에 오랜 시일이 걸린 것으로 나타난다. 특히 돌마치나 돌망치가 모룻돌과는 좀 떨어진 곳에 나란히 줄지어 놓여 있는 것으로 보아 모룻돌에 부딪쳐떼기를 한 다음 망치로 잔손질을 한 것으로 나타난다.
이 층 위에서도 박편 석기(문화어: 격지 석기, 뗀석기의 일종)는 적은 편이나 차츰 늘어난다는 것은 석영(石英)이나 편마암(片麻巖)을 가지고는 격지 석기가 어렵고 또 수법으로 보더라도 중기 형태를 벗어나지 못하였기 때문이다.
이 문화층의 특징은 석기를 만들어 쓴 근거지로서 석기 제작장의 성격을 띠고 있다. 이 바로 밑에 얇은 염토층이 있는데 그곳에서 출토한 규질판암의 석기는 중국 북쪽 수동구(水洞溝)에서 나온 석기와 흡사하다.
이 위 문화층으로 굳은 염토층에서 출토된 문화층이 자갈돌 찍개 문화층이다. 이 문화층에서는 석기의 재료가 반암(斑巖) 자갈돌로서, 찍개가 쌍날로 되고 격지가 커지며, 큰 격지로 만든 긁개가 있고, 수법은 클랙턴(Clacton)의 전통이 짙은 가운데 르발루아(Levallois)의 전통이 엿보이는 문화층이다. 찍개나 주먹도끼는 원초형에 가깝지만 아슐(Acheulean)식도 한 점이 나왔었다. 긁개에서는 라끼나형의 것과 흡사한 것이 있고, 밀개에 있어서도 콧날 등 밀개의 원초형도 보인다. 클랙턴 전통을 강하게 가지는 석기의 제작 수법으로 자갈돌의 원통망치를 가지고 먼저떼기를 베푼 다음에 작은 돌마치로 잔손질을 한 클랙턴 수법이 주가 되고 르발루아 수법도 알았던 무스테리앙식(式) 문화로 추정할 수 있다.
석기의 구성이나 특징으로 보아서 이 층에서는 극히 짧은 기간 동안 살았고, 가족의 수도 발굴 면적에 한해서 볼 때 10명 정도였던 것으로 나타난다. 이 문화층은 중기 구석기시대의 문화로 추정된다.

### 주요 유적
- 웅기[5] 굴포리: 광복 이후 북한에서 최초로 발굴된 구석기 시대 유적.
- 청원 두루봉 동굴: 4만 년 전의 것으로 추정되는 5~6세 가량의 현생인류 아이의 화석인 '흥수아이'가 발굴되었다. 완벽한 모양의 인골로, 망자에 대한 추모의식 추정. 최근 구석기 인골 여부에 대해 이의 제기됨.
- 제천 점말 동굴: 제천시 송학면 포전리에서 인골(점말인) 발견.
- 덕천 승리산 동굴: 아래층에선 덕천인(10만년전, 아이의 인골), 위층에선 승리산 사람(어른)의 뼈(인골)가 발견된 곳.
- 평양 만달리 동굴: 만달사람의 뼈가 발견된 곳으로서 북한 학계의 단일민족기원설의 근거 유적.
- 단양 상시리 바위그늘: 남한 최초(1964)의 인골 발견.

## 후기 구석기
이 위로 석영의 모난 돌들로 석기를 만들어 쓴 층위가 있는데, 이 위층까지 후기 구석기 문화에 속하는 것으로, 방사성 탄소 연대 측정법(C14)에 의하여 3만 년부터 2만 년 전으로 밝혀진 층들이다.
맨 위층은 세계의 다른 곳에서와 같이 밀개·찌르개·새기개 등이 많은 층이고, 예술 활동도 자못 활발한 시기이다. 석장리의 후기 구석기 집터에서는 기둥구멍이 있고 높이 약 50센티미터 정도의 돌들로 담같이 에워 쌓은 곳에 문돌이 150센티미터 사이를 두고 놓였으며, 문돌을 들어서면 불을 피워 요리했을 노지(불 땐 자리)가 있고 조각해 세워졌던 개모습의 흉상, 땅바닥에 판 고래 등이 들어 있는 집터가 나타났다(여기에서 사람과 동물의 털들이 나타나고, 화분을 검사한 결과 목련과 수련이 그 시기에 자랐음이 밝혀졌다).
이 주거지에는 동물의 발자국도 나타났다. 그 조각에는 당시 사람들의 예술·종교 의욕이 충분히 발휘되어 있다. 또한 당시에는 돌날떼기를 터득하고 아름다운 석기도 만들고 있다. 이 후기 구석기 집터의 문화는 동북아시아 후기 구석기 문화와도 연관이 있어 보인다(굴포리의 문화는 전기와 후기 구석기의 두 문화층으로 구성되어 있다).

### 주요 유적
- 경기도 고양시 도내동 유적 : 2017년 말 서울에서 문산 사이의 구간에서 4만 년 ~ 7만 년 전 주먹도끼, 슴베, 찌르개, 격지 등 대규모의 다양한 구석기 유물들이 총 4만 7천여 점으로 발견되어 석기 제작소의 기능이 뚜렷 해졌음.[6]
- 경기도 고양시 탄현동 유적 : 2007년 일산임광진흥아파트 조성시에 6만 5천 년 ~ 4만 8천 년 전의 학술가치가 아주 높은 후기 구석기 유물 307점 및 문화층 출토.[7]
- 함경북도 종성 동관진: 일제강점기 시기(남북한 통틀어)에 최초, 소규모로 발견.
- 충청북도 단양 수양개: 석기 제작소 및 주거 유적(대규모) 발견. 예술품 발견.
- 제주 빌레못 동굴: 제주도의 구석기 유적.
- 전라북도 용담댐 내 진안 진그늘 유적 - 대규모 살림터가 발굴되었다.
- 전라남도 장흥 신북 유적 - 대규모 살림터, 2만 3천 년 전의 마제석기가 출토되었다.
- 임진강과 한탄강 연안 ... 주먹도끼 등이 출토되었다.
- 충청북도 진천 송두리 유적 ... 4만 5천 년 전의 다량의 타제석기 등 구석기인의 흔적이 발굴되었다.
- 충청북도 청주시 소로리 ... 1만 5천 년의 세계 최초의 볍씨가 발굴되었다.

## 한국의 구석기 유적
아래의 내용은 「한국의 전기-중기 구석기시대 석기군 연구」(김상태, 2011)에서 참고하여 작성하였다.
- 서울특별시 면목동 유적
- 경기도 연천 전곡리유적
- 경기도 연천 남계리유적
- 경기도 연천 원당리유적
- 경기도 고양 도내동유적
- 경기도 고양 탄현동유적
- 경기도 고양 덕이동유적
- 경기도 파주 금파리유적
- 경기도 파주 주월리유적
- 경기도 파주 가월리유적
- 경기도 파주 와동리유적
- 강원도 양구 상무룡리유적
- 강원도 춘천 갈둔유적
- 강원도 춘천 거두리유적
- 강원도 홍천 내외삼포리유적
- 강원도 홍천 백이유적
- 강원도 홍천 연봉유적
- 강원도 홍천 작은솔밭유적
- 강원도 홍천 모곡리유적
- 강원도 영월 삼옥리유적
- 충청북도 단양 수양개유적
- 충청북도 충주 명옥리유적
- 충청북도 충주 금릉동유적
- 경기도 여주 연양리유적
- 경기도 김포 장기동유적
- 경기도 김포 신곡리유적
- 인천 불로동유적
- 인천 원당동유적
- 충청남도 천안 두정동유적
- 충청남도 아산 권곡동유적
- 충청남도 아산 실옥동유적
- 충청남도 예산 신가리유적
- 강원도 고성 죽정리 화진포 주변: 최숙경에 의해 수습된 편암제 주먹도끼 1점이 발견
- 강원도 강릉 내곡동유적: 사암제(?) 자갈돌로 만든 주먹도끼 1점이 발견
- 강원도 강릉 안형동유적
- 강원도 강릉 심곡리유적
- 강원도 강릉 주수리유적
- 강원도 동해 기곡유적
- 강원도 동해 망상동유적
- 강원도 동해 노봉유적
- 강원도 동해 월소유적
- 강원도 동해 발한동유적
- 강원도 동해 평릉동유적
- 경상북도 영덕 삼계리유적
- 경상남도 진주 내촌리유적
- 경상북도 상주 신상리유적
- 충청북도 진천 장관리유적
- 충청북도 진천 송두리유적
- 충청북도 청원 소로리유적
- 충청북도 청원 만수리유적
- 대전 용호동유적
- 대전 둔산유적
- 전라북도 진안 진그늘유적
- 충청남도 공주 석장리유적
- 전라남도 영광 군동유적
- 전라남도 영광 마전유적
- 전라남도 영광 원당유적
- 광주 치평동유적
- 전라남도 화순 사창유적
- 전라남도 화순 도산유적
- 전라남도 나주 당가유적
- 전라남도 나주 용호유적
- 전라남도 함평 당하산유적
- 전라남도 화순 대전유적
- 전라남도 순천 승주 곡천유적
- 전라남도 순천 죽내리유적
- 전라북도 임실 가덕리 하가유적(2023.1. 전라북도 기념물 지정)
- 강원도 춘천 만천리유적
- 충청북도 청원 노산리유적
- 경상남도 거창 정장리유적
- 경상남도 창원 소로리유적
- 충청북도 청원 용방유적

## 같이 보기
- 한국의 신석기 시대
- 한국의 청동기 시대